# Banh (cratère)
Pour les articles homonymes, voir Banh.
Le cratère Banh est un cratère d'impact de 14,4 km de diamètre situé sur Mars dans le quadrangle de Lunae Palus. Il a été nommé en référence à la ville de Banh au Burkina Faso.